# Technische Universität Graz
Die Technische Universität Graz (Erzherzog-Johann-Universität Graz), 1811 von Erzherzog Johann gegründet, ist eine von fünf Universitäten in der Steiermark. Ihre sieben Fakultäten bieten 19 Bachelor- und 36 Masterstudien (davon 22 englischsprachig) in technisch-naturwissenschaftlichen Disziplinen an. Die Doktoratsausbildung ist in 14 englischsprachigen Doctoral Schools organisiert. Die naturwissenschaftlichen Studien werden gemeinsam mit der Universität Graz im Rahmen des NAWI-Programms angeboten.
Die TU Graz zählt rund 3.900 Mitarbeiter und 17.000 Studierende sowie jährlich 1.900 Absolventen. Die Forschungsbereiche werden in fünf „Fields of Expertise“ gebündelt. In Österreich gehört die TU Graz zu den Universitäten mit den höchsten Drittmittelerlösen. Im Kompetenzzentrenprogramm COMET der Österreichischen Forschungsförderungsgesellschaft ist die TU Graz die am stärksten repräsentierte Universität Österreichs. Das an der TU Graz entwickelte Hochschulinformationssystem CAMPUSonline kommt an der Mehrzahl der österreichischen Universitäten sowie weiteren namhaften Universitäten im deutschsprachigen Raum zum Einsatz. In zahlreichen Hochschul- und Forschungsinitiativen trägt die TU Graz zur Erreichung der Ziele für nachhaltige Entwicklung der Vereinten Nationen bei und ist bundesweit Vorreiterin auf dem Weg zu einer klimaneutralen Universität mit dem Ziel der Erreichung 2030.
An der TU Graz gibt es mehr als ein Dutzend Studierendenteams in den unterschiedlichen Disziplinen, die erfolgreich an internationalen Wettbewerben teilnehmen.
Die TU Graz bildet mit der MU Leoben und der TU Wien den Verbund Austrian Universities of Technology (TU Austria) mit insgesamt ca. 45.600 Studierenden.

## Geschichte
Am 26. November 1811 überreichte Erzherzog Johann die Schenkungsurkunde seiner persönlichen naturwissenschaftlichen Sammlung dem dafür gegründeten Joanneum. Zum ersten Professor für Mineralogie wurde 1812 Friedrich Mohs berufen, den der Erzherzog 1811 mit der Aufstellung seiner Mineraliensammlung betraut hatte. Zu Beginn wurde am Joanneum Physik, Chemie, Astronomie, Mineralogie, Botanik und Technologie gelehrt. 1818 folgte Zoologie. Der Unterricht am Joanneum wurde sowohl von Schülern des bestehenden Lyzeums als auch ab 1828 von Studenten der Karl-Franzens-Universität Graz besucht.
Im Laufe der Zeit wurde der Unterricht um technische Fächer erweitert. Es entstanden Lehrkanzeln für technisch-praktische Mathematik, praktische Geometrie, Mechanik sowie Berg- und Hüttenkunde. Letztere wurde später an die Steiermärkisch-Ständische Montanlehranstalt in Vordernberg ausgegliedert, aus der 1849 die k. u. k. Bergakademie in Leoben und in der Folge die Montanuniversität Leoben hervorging.
Bis zu seinem Tod im Jahre 1859 gebührte die Leitung des Joanneums Erzherzog Johann persönlich.
1861 wurden bereits 21 Lehrfächer unterrichtet. Zu den oben aufgezählten kamen unter anderem noch Lehrkanzeln für Baukunde, für Land- und Forstwirtschaftslehre sowie für Physik und Darstellende Geometrie hinzu.

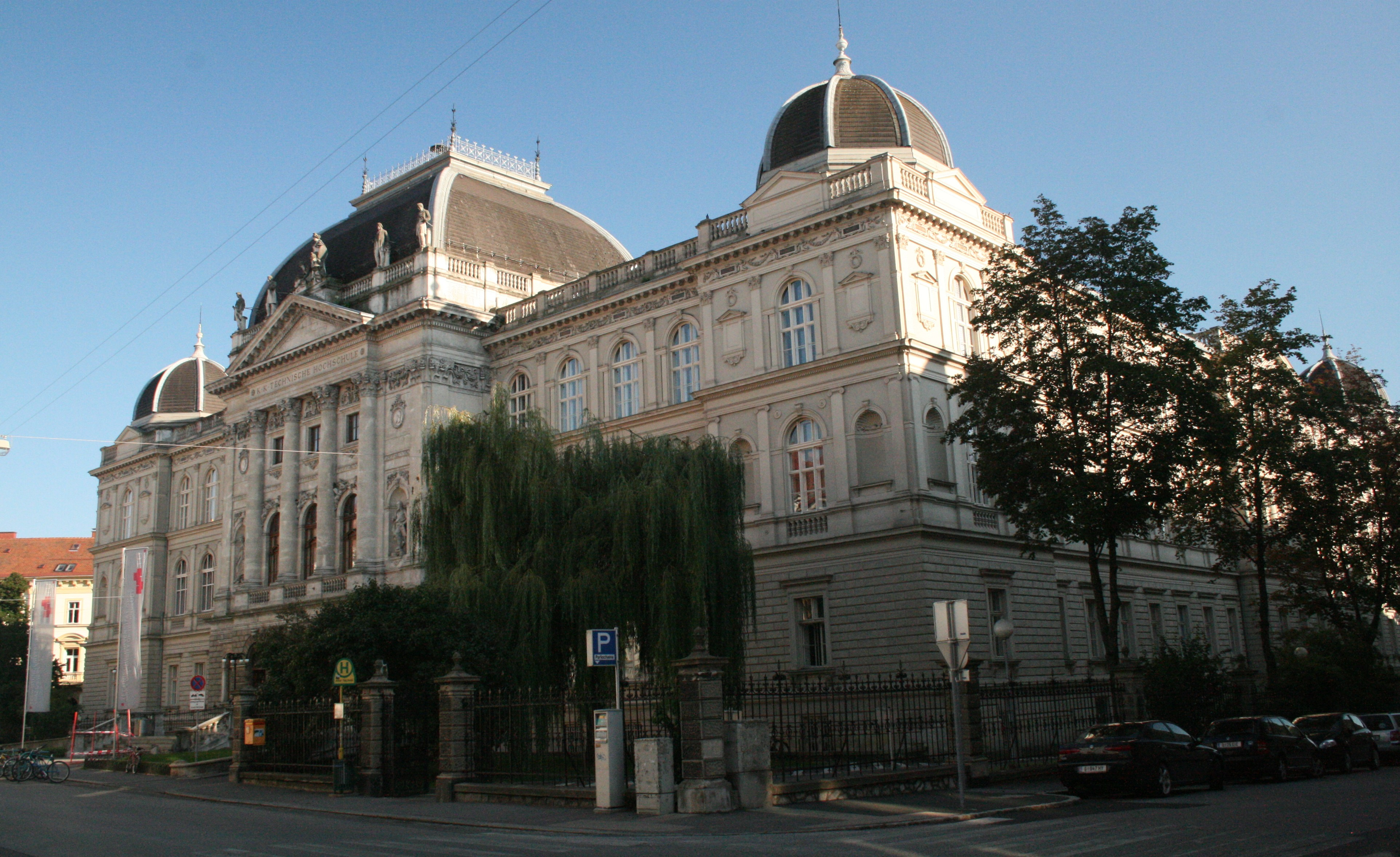
Hauptgebäude – Alte Technik

1864 wurde die Technische Lehranstalt per Beschluss des Steiermärkischen Landtages in Steiermärkische landschaftliche Technische Hochschule am Joanneum zu Graz umbenannt. Die Änderung trat nach kaiserlicher Genehmigung im Studienjahr 1865/66 in Kraft. Neben zwei allgemeinen der Vorbereitung dienenden Klassen umfasste sie vier Fachschulen: Ingenieurwesen, Maschinenbau, Chemische Technologie sowie Land- und Forstwirtschaft. 1869 kam eine neue Lehrkanzlei für Mechanische Technologie hinzu. Von den Hörern wurde die Einhaltung eines bestimmten Kurses verlangt und der Aufstieg in einen höheren Jahrgang war von einem günstigen Studienerfolg abhängig.
Das Professorenkollegium entwarf 1871/72 ein neues Statut, das die Kurse aufließ und das nach dem Grundsatz der Lehr- und Lernfreiheit geschrieben wurde. Um als ordentlicher Hörer aufgenommen zu werden, mussten die Anwärter eine erfolgreich abgelegte Reifeprüfung nachweisen. Dem Grundsatz der Lernfreiheit verpflichtet konnte sich jeder Hörer selbst aussuchen, welche Lehrveranstaltungen er besuchte, jedoch wurden von den Fachschulen Studienpläne aufgestellt und die Einhaltung dieser den Hörern empfohlen.
Die Technische Hochschule Graz war zu diesem Zeitpunkt die einzige im Süden der Monarchie. Es ist daher nicht verwunderlich, dass nur ein Drittel der Hörer aus der Steiermark kam. Der Rest kam aus anderen Kronländern oder aus dem damaligen Ausland.
Nachdem Anfang der Siebziger des 19. Jahrhunderts der Staat die Hochschulen direkt kontrollieren wollte, wurde 1874 die Hochschule als Kaiserlich-königliche Technische Hochschule in Graz vom Staat übernommen und umstrukturiert. Die Abteilung für Land- und Forstwirtschaft wurde aufgelassen. Ihre Aufgaben sollten von der 1872 gegründeten Hochschule für Bodenkultur, die sich in Wien befand, übernommen werden. Im Zuge der Veränderungen wurden große Bestände des Joanneums an die neugegründete Bibliothek der Technischen Hochschule übertragen.
1878 wurden die erste und die zweite Staatsprüfung eingeführt. Während die erste Staatsprüfung für alle Studienrichtungen dieselbe war, wies die Zweite eine Ausbildung in einer der drei Fachrichtungen Bauingenieurwesen, Maschinenbau und Technische Chemie nach. Neben den Staatsprüfungen gab es auch weiterhin die umfassendere Diplomprüfung.
Die Staatsprüfung, einst nur als Nachweis zur Anstellungsfähigkeit im Staatsdienst gedacht, berechtigte später zur Führung der Standesbezeichnung Ingenieur und ab 1938 Diplom-Ingenieur. Letzterer wurde 1969 ein akademischer Grad.

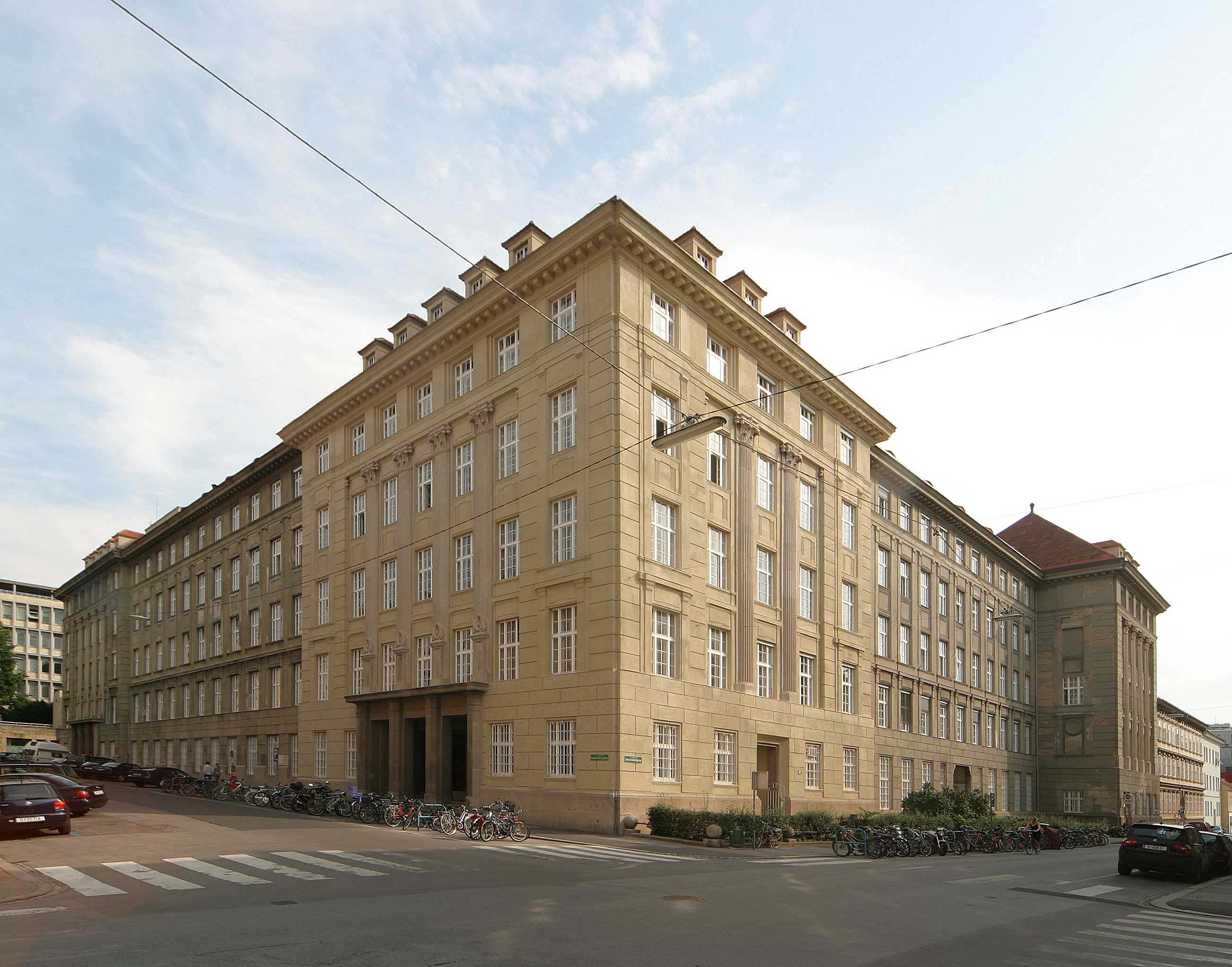
Neue Technik

Mit der Übernahme hatte sich der Staat zu einem Neubau für die bis dahin im Joanneum untergebrachten Hochschule verpflichtet. Es dauerte bis in das Jahr 1884, als am 26. November der Spatenstich für das heute unter der Bezeichnung Alte Technik bekannte Gebäude gelegt wurde. Es wurde 1888 in Anwesenheit von Kaiser Franz Joseph I. eröffnet. Bis Beginn des Studienjahres 1888/89 konnte auch das Chemische Institut eröffnet werden, das sich südlich des Hauptgebäudes befand. Es blieb bis 1961 in Verwendung und wurde dann abgerissen.
1901 erhielt die Hochschule das Promotionsrecht.
Inzwischen waren bereits an allen Hochschulen der Monarchie Lehrkanzeln für Elektrotechnik eingerichtet worden. 1917 wurde dies schließlich auch in Graz nachgeholt. Die Alte Technik wurde inzwischen auch zu klein und mit Ende des Ersten Weltkrieges wurde ein weiterer Neubau begonnen. Dieser wurde 1935 fertiggestellt, worauf dort die Institute für Maschinenbau und Elektrotechnik einzogen.
1934 wurden die Technische Hochschule Graz und die Montanistischen Hochschule Leoben infolge der austrofaschistischen Machtübernahme zur Technischen und Montanistischen Hochschule Graz-Leoben verschmolzen. Dies wurde 1937 wieder rückgängig gemacht.
1955 wurde die Hochschule in drei Fakultäten gegliedert. Zugleich begann die Planung eines Neubaues auf dem Standort des Schörgelhofes.
In den 1960er Jahren wurden die ersten Gebäude in der Inffeldgasse gebaut. Dies wurde der dritte Standort der Hochschule.

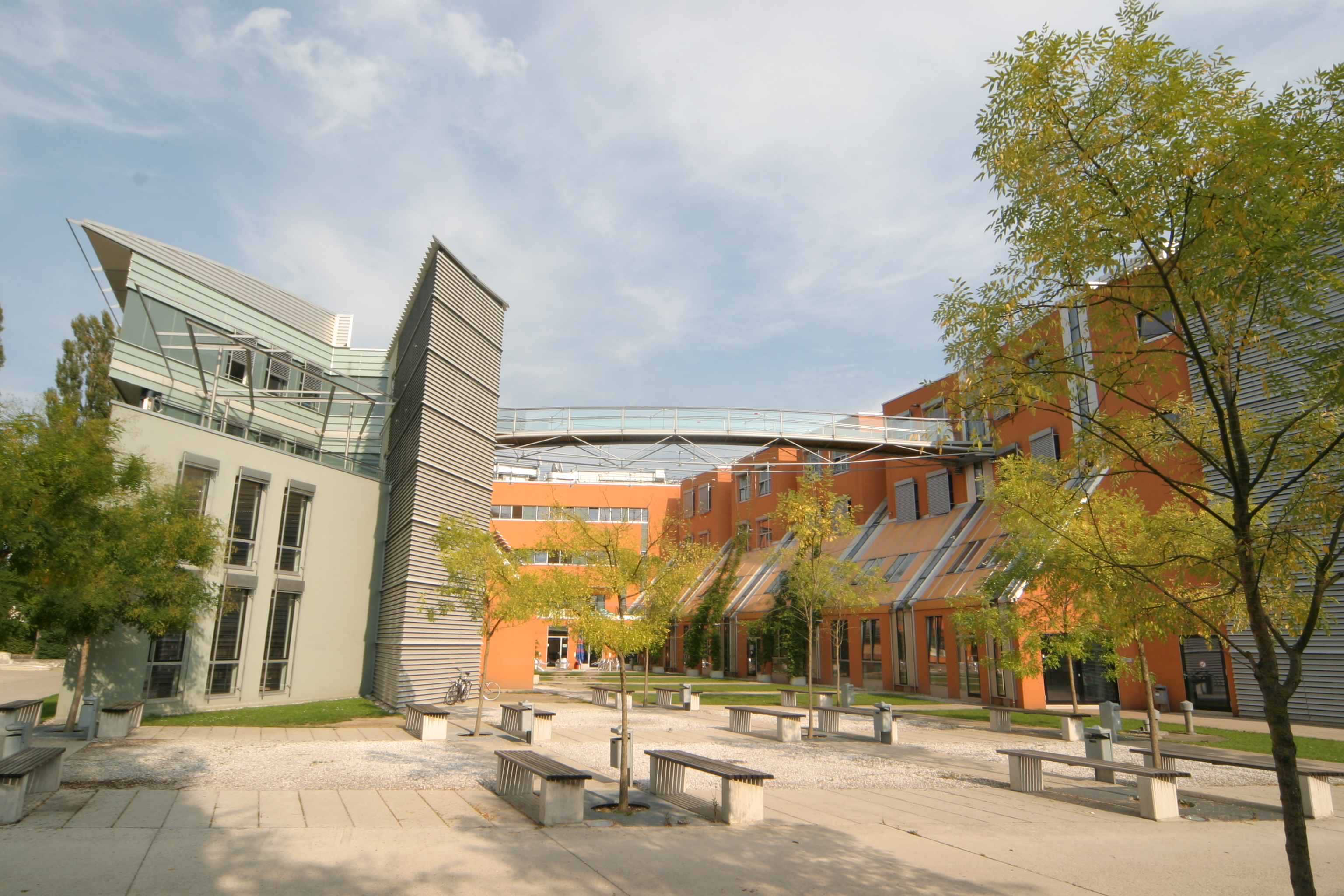
Studienzentrum – Inffeldgasse 10

1969 wurden Studienkommissionen mit Drittelparität eingerichtet. Im Jahr 1975 wurde die Technische Hochschule Graz in Technische Universität Graz umbenannt; ein Jahr darauf beschloss der Senat den Beinamen Erzherzog-Johann-Universität. Namensgeber ist der Gründer der „Technische Lehranstalt Joanneum“ Erzherzog Johann.
1996 wurde die Implementierung des UOG 93 vollständig abgeschlossen. Das Universitätsgesetz von 2002 hob die Kurienuniversität weitgehend auf. Die Vertreter der Professoren haben seither in allen relevanten Gremien die Mehrheit.

## Leitung
Am 1. Oktober 2023 übernahm Horst Bischof die Funktion des Rektors. Sein Vorgänger war Harald Kainz, der am 1. Oktober 2011 als Rektor die Nachfolge von Hans Sünkel antrat.

## NAWI Graz
NAWI Graz ist ein Kooperationsprojekt mit dem Ziel, die naturwissenschaftlichen Fakultäten der Universität Graz und der Technischen Universität Graz zu einer „Zwillingsfakultät“ zusammenzuschließen. Seit dem Wintersemester 2006/2007 werden im Rahmen von NAWI Graz eine Reihe von gemeinsamen Bachelor- und Masterstudien angeboten, aktuell sechs im Bachelor- und 15 im Masterbereich. Aufwändige Forschungsinfrastruktur wird gemeinsam in Form von NAWI Graz Central Labs und Core Facilities betrieben. Das Graz Center of Physics (GCP) wird ab 2030 die Physik-Institute von Universität Graz und TU Graz an einem gemeinsamen Standort vereinen, es wird derzeit als eines der größten Universitätsbauprojekte Österreichs am Campus der Uni Graz realisiert.

## Gliederung
Die Technische Universität Graz ist gemäß Universitätsgesetz 2002 (UG 2002) in sieben Fakultäten gegliedert:
- Fakultät für Architektur
- Fakultät für Bauingenieurwissenschaften
- Fakultät für Maschinenbau und Wirtschaftswissenschaften
- Fakultät für Elektrotechnik und Informationstechnik
- Fakultät für Mathematik, Physik und Geodäsie
- Fakultät für Technische Chemie, Verfahrenstechnik und Biotechnologie
- Fakultät für Informatik und Biomedizinische Technik

Zusätzlich beherbergt sie zwei unabhängige Forschungsinstitute:
- Zentrum für Elektronenmikroskopie Graz (ZFE)
- Versuchsanstalt für Prüf- und Sicherheitstechnik in der Medizin

Die Universität ist Teil des 2012 gegründeten Verbunds Allianz Nachhaltiger Universitäten mit dem Ziel, Nachhaltigkeit an Universitäten zu fördern. Seit 2022 ist die TU Graz Mitglied der europäischen Universitätsallianz Unite!, einer Europäischen Universität im Rahmen des Europäischen Bildungsraums.

## Standorte
Die Gebäudekomplexe konzentrieren sich hauptsächlich auf drei zentrale Standorte innerhalb der Stadt Graz:
Alte Technik
(Rechbauerstraße/Technikerstraße/Lessingstraße)
- Institute für Architektur und Bauingenieurwesen
- Zentralbibliothek und Verlag der Technischen Universität Graz

Neue Technik
(Kopernikusgasse/Petersgasse/Stremayrgasse/Kronesgasse)
- Institute für Mathematik, Mechanik, Physik, Chemie, Biomedizin, Geodäsie, Wirtschaftswissenschaften
- SciencePark (Start-ups und Spin-offs) und ESA Business Incubation Centre
- Mensa in der Stremayrgasse

Inffeldgasse
- Institute für Maschinenbau, Elektrotechnik, Informatik, Softwareentwicklung, Informationstechnik
- Produktionstechnikzentrum
- Studienzentrum
- Mensa in der Inffeldgasse
- TU Graz Kindergarten nanoversity
- Labor für Innovation mit größtem akademischen Makerspace Österreichs im FSI-Gebäude
- Nikola Tesla Labor
- Smartfactory
- Cybersecurity Campus Graz
- Zentrale des Silicon Alps Micro Electronic Cluster[13] und Geschäftssitz der Silicon Austria Labs (SAL)[14]

## Studien

### Bachelorstudiengänge
- Architektur
- Bauingenieurwissenschaften und Wirtschaftsingenieurwesen
- Biomedical Engineering
- Chemical and Process Engineering
- Chemie interuniversitäres Studium in Kooperation mit der Universität Graz (NAWI Graz)
- Digital Engineering
- Electrical and Electronics Engineering
- Elektrotechnik-Toningenieur interuniversitäres Studium in Kooperation mit der Kunstuniversität Graz
- Geodäsie
- Geowissenschaften interuniversitäres Studium in Kooperation mit der Universität Graz (NAWI Graz)
- Informatik
- Information and Computer Engineering
- Maschinenbau
- Mathematik interuniversitäres Studium in Kooperation mit der Universität Graz (NAWI Graz)
- Molekularbiologie interuniversitäres Studium in Kooperation mit der Universität Graz (NAWI Graz)
- Physik interuniversitäres Studium in Kooperation mit der Universität Graz (NAWI Graz)
- Software Engineering and Management
- Umweltsystemwissenschaften / Naturwissenschaften-Technologie interuniversitäres Studium in Kooperation mit der Universität Graz (NAWI Graz)
- Wirtschaftsingenieurwesen-Maschinenbau

### Deutschsprachige Masterstudiengänge
- Architektur
- Bauingenieurwissenschaften – Infrastruktur
- Bauingenieurwissenschaften – Konstruktiver Ingenieurbau
- Biochemie und Molekulare Biomedizin interuniversitäres Studium in Kooperation mit der Universität Graz (NAWI Graz)
- Elektrotechnik-Toningenieur interuniversitäres Studium in Kooperation mit der Kunstuniversität Graz
- Elektrotechnik-Wirtschaft
- Geodäsie
- Geospatial Technologies interuniversitäres Studium in Kooperation mit der Universität Graz (NAWI Graz)
- Maschinenbau
- Molekulare Mikrobiologie interuniversitäres Studium in Kooperation mit der Universität Graz (NAWI Graz)
- Pflanzenwissenschaften interuniversitäres Studium in Kooperation mit der Universität Graz (NAWI Graz)
- Space Sciences and Earth from Space interuniversitäres Studium in Kooperation mit der Universität Graz (NAWI Graz)
- Wirtschaftsingenieurwesen – Bauwesen
- Wirtschaftsingenieurwesen – Maschinenbau

### Englischsprachige Masterstudiengänge
- Advanced Materials Science interuniversitäres Studium in Kooperation mit der Universität Graz (NAWI Graz)
- Biomedical Engineering
- Biotechnology interuniversitäres Studium in Kooperation mit der Universität Graz (NAWI Graz)
- Chemical and Pharmaceutical Engineering interuniversitäres Studium in Kooperation mit der Universität Graz (NAWI Graz)
- Chemical and Process Engineering
- Chemistry interuniversitäres Studium in Kooperation mit der Universität Graz (NAWI Graz)
- Computational Social Systems
- Computer Science
- Data Science interuniversitäres Studium in Kooperation mit der Universität Graz (NAWI Graz)
- Digital Engineering
- Electrical and Electronics Engineering
- Environmental System Sciences / Climate and Environmental Monitoring interuniversitäres Studium in Kooperation mit der Universität Graz (NAWI Graz)
- Geosciences interuniversitäres Studium in Kooperation mit der Universität Graz (NAWI Graz)
- Geotechnical and Hydraulic Engineering
- Green Process Engineering
- Information and Computer Engineering
- Mathematics interuniversitäres Studium in Kooperation mit der Universität Graz (NAWI Graz)
- Physics interuniversitäres Studium in Kooperation mit der Universität Graz (NAWI Graz)
- Production Science and Management
- Software Engineering and Management
- Technical Chemistry interuniversitäres Studium in Kooperation mit der Universität Graz (NAWI Graz)
- Technical Physics interuniversitäres Studium in Kooperation mit der Universität Graz (NAWI Graz)

### Doktoratsstudiengänge
- Doktoratsstudium der Technischen Wissenschaften
- Doktoratsstudium der Naturwissenschaften

### Lehramtsstudiengänge – Sekundarstufe Allgemeinbildung
- Unterrichtsfach Darstellende Geometrie
- Unterrichtsfach Informatik

### Universitätslehrgänge
- Digital Leadership
- Digital Leadership - Green Microelectronics
- Digital Transformation
- Green and Digital Transition
- Leadership in Digital Transformation
- Lean Baumanagement
- Nachhaltiges Bauen
- NATM – New Austrian Tunnelling Method Engineering
- Paper and Pulp Technology
- Space Systems and Business Engineering (SpaceTech)
- Traffic Accident Research
- Wasserkraft

## Persönlichkeiten und Alumni
- Raimund Abraham (1933–2010), Architekt
- Moritz Allé (1837–1913), Mathematiker und Astronom
- Franz Amtmann (* 1963), Elektrotechniker und Pionier der Near Field Communication
- Hermann Beer (1905–1972), Bauingenieur und Universitätsprofessor
- Christian Beidl (* 1961), Maschinenbauingenieur
- Jürgen Otto Besenhard (1944–2006), Chemiker und Batterietechnologe
- Günther Domenig (1934–2012), Architekt
- Friedrich Emich (1860–1940), Chemiker
- Emil Ertl (1860–1935), Dichter und Schriftsteller
- Hellmut Federhofer (1911–2014), Musikwissenschaftler
- Karl Federhofer (1885–1960), Bauingenieur und Universitätsprofessor
- Dietmar Feichtinger (* 1961), Architekt
- Dieter W. Fellner (1958), Informatiker
- Anne Femmer (* 1984), Architekt und Universitätsprofessor
- Philipp Forchheimer (1852–1933), Wasserbauingenieur und Universitätsprofessor
- Johann Gottlieb (1815–1875), Chemiker und Entdecker diverser Säuren und des Paramylon
- Fritz Grasenick (1916–2003), Chemiker und Experte für Elektronenmikroskopie
- Heribert Grubitsch (1905–1985), Ingenieur, 1964 und 1967 Rektor
- Lorle Herdey-von Savageri (1923–2008), Architektin
- Hubert Hoffmann (1904–1999), Professor für Städtebau und Siedlungswesen
- Josef Horky (1828–1909), Professor für Hochbau
- Franz Ilwof (1831–1916), Pädagoge, Rechtswissenschaftler und Heimatforscher
- Lisa Kaltenegger (* 1977), Astronomin und Astrophysikerin
- Karl Kordesch (1922–2011), Chemiker und Erfinder
- Hans List (1896–1996), Motorenforscher
- Hanns Malissa (1920–2010), Chemiker
- Otto Nußbaumer (1876–1930), Rundfunkpionier
- Hubert Petschnigg (1913–1997), Architekt
- Franz Pichler (1866–1919), Ingenieur und Erfinder (Kühlrippe), ELIN-Gründer
- Anton Pischinger (1907–2003), Motorenforscher
- Franz Pischinger (* 1930), Motorenforscher
- Reinhard Posch (* 1951), Informatiker
- Jakob Plawetz (1838–1929), Bauunternehmer, Gutsbesitzer und Politiker
- Friedrich Reinitzer (1857–1927), Botaniker und Chemiker, Entdecker der Flüssigkristalle, Rektor
- Friedrich Reinitzhuber (1910–2001), Bauingenieur und Universitätsprofessor
- Alois Riedler (1850–1936), Maschinenbauer
- Vincent Rijmen (* 1970), Kryptografieexperte und Mitentwickler des AES-Algorithmus
- Rudolf Sanzin (1874–1922), Lokomotiv-Konstrukteur
- Konrad Sattler (1905–1999), Bauingenieur und Universitätsprofessor
- Julius Schulte (1881–1928), Architekt und Universitätsprofessor
- Margarete Schütte-Lihotzky (1897–2000), Architektin
- Florian Summa (* 1982), Architekt und Universitätsprofessor
- Friedrich St. Florian (1932–2024), Architekt
- Karl von Terzaghi (1883–1963), Bauingenieur und Begründer der Bodenmechanik
- Nikola Tesla (1856–1943), Elektrotechniker
- Alexander Tornquist (1868–1944), Geologe und Rektor
- Luis Trenker (1892–1990), Architekt, Regisseur, Schauspieler
- Ferdinand Wittenbauer (1857–1922), Mechaniker und Dramatiker
- Richard Zsigmondy (1865–1929), Chemiker (Nobelpreis 1926)
- Luis Zuegg (1876–1955), Seilbahnpionier

Siehe auch:
- Liste der Rektoren der Technischen Universität Graz
- Liste der Ehrendoktoren der Technischen Universität Graz
- Liste der Ehrensenatoren der Technischen Universität Graz
- Liste der Ehrenbürger der Technischen Universität Graz

## ÖH-Wahl
- KSV-KJÖ: 1
- VSStÖ: 3
- GRAS: 2
- FSL: 5
- JUNOS: 1
- AG: 1

## Vereine und Verbände

### alumniTUGraz 1887
Der Verein alumniTUGraz 1887 Gesellschaft der Absolventen, Freunde und Förderer der Technischen Universität Graz wurde als gemeinnütziger Verein mit Sitz in Graz am 26. Dezember 1887 gegründet. Durch verschiedene Veranstaltungsformate im In- und Ausland sowie diverse Publikationen fördert der Verein die Vernetzung von Absolventinnen und Absolventen mit der TU Graz. alumniTUGraz 1887 ist Mitglied des DACH-Verbands der Alumni-Organisationen im deutschsprachigen Raum alumni-clubs.net.

### WINGnet Graz
WINGnet Graz – Verein zur Förderung von Studenten technisch-wirtschaftlicher Studienrichtungen ist ein Team von Studierenden unter der Schirmherrschaft des österreichischen Verbandes der Wirtschaftsingenieure WING. Das gemeinsame Ziel ist die Förderung und Verbesserung des Images von Wirtschaftsingenieuren. WINGnet Graz vertritt an der Technischen Universität Graz auch gleichzeitig das europäische Netzwerk der Wirtschaftsingenieursstudenten ESTIEM.

### Zeichensäle
In einigen Studienrichtungen haben sich Studierende in sogenannten „Zeichensälen“ organisiert, wo gemeinsam und von Fachkollegen unterstützt, gelernt, konstruiert und geübt wird. Diese Räumlichkeiten werden von der jeweiligen Fakultät zur Verfügung gestellt und nach Möglichkeit finanziell unterstützt; es gibt jedoch auch einige Zeichensäle in enger Kooperation mit Instituten, die dann dortige Ressourcen nutzen.
Der Betrieb der EDV-Geräte erfolgt durch die Studierenden selbst in Eigenverantwortlichkeit; die TU Graz stellt als Infrastruktur die Räumlichkeit (Strom, Heizung, Netzwerk, Telefon, WC, 24-Stunden-Zugang, zum Teil Mobiliar) zur Verfügung. Hard- und Software sind von den Studierenden selbst beizubringen.
Der Zugang zum Zeichensaal erfolgt intern in Absprache mit den jeweiligen Mitgliedern der Zeichensäle.

### IAESTE Graz
Die IAESTE an der TU Graz ist ein ehrenamtlicher Studentenverein, der Auslandspraktika und den internationalen Studentenaustausch organisiert. Mit der TECONOMY Graz organisiert IAESTE Graz mit der Technischen Universität Graz jährlich eine der größten studentischen Karrieremessen Österreichs am Campus Alte Technik. Diese hat jährlich circa 4000 Besucher und 90 ausstellende Unternehmen.

### Gründungsgarage
Die Gründungsgarage als „Academic Startup Accelerator“ begleitet Studierende mit Gründungsideen ein Semester lang im Rahmen einer Lehrveranstaltung. Ziel ist es, die Geschäftsmodelle weiterzuentwickeln und eine reale Gründung zu ermöglichen. Studierenden aller Studienrichtungen werden dabei von erfahrenen Mentoren auf der Praxis unterstützt. Vom Start 2013 wurden bis 2020 mehr als 90 Teams in der Gründungsgarage begleitet, wobei über 35 Unternehmen gegründet wurden, die rund 130 Arbeitsplätze geschaffen haben. Namhafte Startups, die aus der Gründungsgarage hervorgegangen sind, sind unter anderem Venuzle, eine Plattform für Sportplätze, der Zeiterfassungs-Würfel Timeular oder Studo, eine App für Studierende zur Organisation des Hochschulstudiums.

## Studentische Bewerbe

### Robocup
An der TU Graz sind aktuell zwei Robotik Wettkampfteams aktiv.
Das TU Graz Field Robotics Team TEDUSAR wurde 2016 Weltmeister in der Autonomen Exploration Liga der Rescue Robot Liga beim RoboCup. 2018 war es an der AMADEE-18 Marssimulation des Österreichischen Weltraumforums in der Wüste Omans beteiligt. 2019 trat TEDUSAR beim European Robotics Hackathon – Enrich 2019 an.
Das TU Graz Robocup Team GRIPS belegte bei der RoboCup WM 2019 in Sydney den 2. Platz in der Logistics League und erzielte schon in den Jahren davor Topplatzierungen.
Der RoboCup 2009 wurde von der TU Graz ausgetragen. Frühere Robocup-Teams der TU Graz waren „Mostly Harmless“ (Middle-Size Liga, 2005 Viertelfinale der German Open), „Austrian Cubes“ als Kooperation der FH Technikum Wien und der TU Graz (Small-Size Liga), „KickOffTUG“ (Simulation-League) und das Team „ZaDeAt“, eine Kooperation der Universität Kapstadt, der RWTH Aachen und der TU Graz (Standard-Platform-League).

### Formula Student
Auch in der Formula Student Germany und anderen Formula-SAE-Wettbewerben ist die TU Graz aktiv. Das TU Graz Racing Team-Team setzt sich hauptsächlich aus Studierenden der Elektrotechnik, Telematik, Technischen Mathematik, Informatik und Maschinenbau zusammen. International war das TU Graz Racing Team immer unter den Spitzenplatzierungen der Top 10 weltweit in der Kategorie Combustion Engine. Seit 2020 tritt das TU Graz Racing Team ausschließlich in der Formula Student Electric an.
Dort war die TU Graz bereits seit 2010 vertreten: Das TU Graz E-Power Racing Team nahm 2010 mit einem auf dem TANKIA 2009 basierenden Fahrzeug teil, das den Namen „MaxWheel“ trug. Dabei wurde in Deutschland der hervorragende dritte Platz in der FSE-Klasse erreicht und es gelang dem TU Graz Racing Team als erstem Team der Welt einen FSE-Endurance Bewerb erfolgreich zu beenden.
In der Saison 2024 belegte das TU Graz Racing Team den fünften Platz von über 400 Teams weltweit.

### Shell Eco-Marathon
Das Team Eco Racing Austria TERA TU Graz entwickelt und baut energieeffiziente Elektrofahrzeuge.
Als Wettbewerbsplattform dient der Shell Eco-Marathon, an dem TERA TU Graz seit 2010 mit dem Niedrigenergiefahrzeug „Fennek“ teilnimmt.
2011 und 2014 wurde TERA TU Graz Weltmeister in der Kategorie Prototype Battery Electric. 2019 belegte es Rang 9.

### TU Graz Satellites
Studierende der TU Graz waren wesentlich am Bau des ersten österreichischen Nanosatelliten TUGSAT-1 beteiligt, der im Rahmen der Mission BRITE-Austria 2013 ins Weltall startete. Weitere Satellitenprojekte mit Beteiligung von TU Graz Studierenden sind die ESA-Projekte OPS-SAT und PRETTY.

### Aerospace Team Graz
2019 wurde ein studentisches Team gegründet, das Experimentalraketen baut. Bereits die erste Teilnahme an einem internationalen Wettbewerb, der European Rocketry Challenge (EuRoC) 2021 in Ponte de Sor, Portugal war mit dem Gewinn des „Technical Award“ erfolgreich. Die erneute Teilnahme 2022 war mit dem Gewinn von „Team Award“ und „New Space Award“ wieder ein Erfolg. 2023 war das Aerospace Team Graz schließlich Gesamtsieger der zum vierten Mal durchgeführten European Rocketry Challenge.

### Capture the Flag
Seit 2014 nimmt regelmäßig ein Team von Studierenden der TU Graz an internationalen IT-Sicherheitsbewerben (CTF) teil.

### Cybathlon
Das Graz BCI Racing Team Mirage 91 entwickelt eine Gehirn-Computer-Schnittstelle, mit der körperlich beeinträchtigte Personen nur durch Kraft der Gedanken einen Avatar in einem Wettrennen am PC kontrollieren. Beim Cybathlon 2019 in Graz belegte Mirage 91 den 2. Platz.

### iGEM
2015 nahm die TU Graz in Kooperation mit der University of Manchester als erstes Team Österreichs am iGEM Wettbewerb für Synthetische Biologie teil. Studierende aus den Fachbereichen Biotechnologie, Chemie und Medizintechnik beschäftigten sich dabei mit der Etablierung neuer biologischer Systeme mit Hilfe des BioBrick Standards. Seit 2016 treten Studierende der TU Graz und der Universität Graz gemeinsam im iGEM NAWI Graz Team erfolgreich zu den jährlichen Wettbewerben an. Das Team 2019 wurde für „Beeosensor“ im Kampf gegen den Befall von Bienenvölkern durch Amerikanische Faulbrut in der Kategorie Gold und mit zwei Einzelpreisen ausgezeichnet.

## Beteiligungen, Spin-offs und Start-ups
Zum Stichtag 1. Januar 2023 hielt die TU Graz 23 Beteiligungen, von denen 12 Trägergesellschaften eines Forschungsprogramms im Rahmen des COMET-Kompetenzzentrenprogramms sind.
Darunter:
- Virtual Vehicle Research – Gesellschaftsanteil 33,6 %
- acib – Austrian Centre of Industrial Biotechnology – Gesellschaftsanteil 36 % Biokatalyse
- Polymer Competence Center Leoben – Gesellschaftsanteil 17 %
- Materials Center Leoben – Gesellschaftsanteil 2,5 %
- BEST – Bioenergy and Sustainable Technologies GmbH – Gesellschaftsanteil 17 %
- Research Center Pharmaceutical Engineering – Gesellschaftsanteil 65 %
- Large Engines Competence Center – Gesellschaftsanteil 45 %
- HyCentA Research GmbH – Gesellschaftsanteil 50 % Wasserstoffforschung

Aus der TU Graz sind zahlreiche Unternehmensgründungen hervorgegangen.
Der TU Graz SciencePark bietet technischen Hardware-Startups Zugang zur gesamten Infrastruktur der Universität, Büroräume und Förderungen.

## Kooperationen

### Partneruniversitäten
Die TU Graz pflegt mit sechs exzellenten internationalen Universitäten strategische Kooperationen, die eine enge Vernetzung auf allen Ebenen der Hochschulen möglich machen.
Folgende Hochschulen sind Partneruniversitäten der TU Graz:
- Peter The Great St. Petersburg Polytechnic University, Russland (ruhend gestellt)[44]
- Tongji University, Shanghai, China
- TU Darmstadt, Deutschland
- TU München, Deutschland
- University of Strathclyde, Vereinigtes Königreich

Bereiche der Zusammenarbeit sind insbesondere der Austausch von Lehrenden, Mitarbeiterinnen und Mitarbeitern sowie Studierenden, die Förderung gemeinsamer Studiengänge, Sommerschulen und Lehrveranstaltungen, die Veranstaltung gemeinsamer Tagungen, Konferenzen und Workshops sowie Forschungskooperationen in den Kernkompetenzen.

### Kooperationen der TU Graz mit Wirtschaft und Industrie
(Quelle: )
- Siemens / RIE Graz
- Magna Steyr Fahrzeugtechnik / MATURE
- AVL List GmbH
- Science Park Graz

## Zeitschriften
- Grazer Architektur Magazin
- Von 2016 bis 2023 bestand mit dem Magazin LAMA ein archiktekturtheoretisches Forum, das Studierende der Universität ehrenamtlich herausgaben.

## Mitgliedschaften
Gemeinsam mit der Technischen Universität Wien und der Montanuniversität Leoben ist die TU Graz Gründungsmitglied des 2010 gegründeten Vereins „TU Austria“.
Die TU Graz ist Mitglied der österreichischen Plattform Industrie 4.0 und mit Horst Bischof in deren Vorstand vertreten.
Auf internationaler Ebene ist die TU Graz in verschiedenen universitären Netzwerken vertreten:
Sie ist Mitglied des europäischen Netzwerks ingenieurwissenschaftlicher Universitäten  CESAER sowie der Danube Rectors' Conference und des Netzwerks der Alpen-Adria-Universitäten. Die TU Graz ist zudem Netzwerkpartnerin im ASEA-UNINET, im Eurasia-Pacific Uninet und im Africa-UniNet.